# Liste der Bodendenkmäler in Thiersheim
Auf dieser Seite sind die Bodendenkmäler in dem oberfränkischen Markt Thiersheim zusammengestellt. Diese Tabelle ist eine Teilliste der Liste der Bodendenkmäler in Bayern. Grundlage ist die Bayerische Denkmalliste, die auf Basis des Bayerischen Denkmalschutzgesetzes vom 1. Oktober 1973 erstmals erstellt wurde und seither durch das Bayerische Landesamt für Denkmalpflege geführt wird. Die folgenden Angaben ersetzen nicht die rechtsverbindliche Auskunft der Denkmalschutzbehörde.

## Bodendenkmäler in Thiersheim
| Lage                  | Objekt | Akten-Nr.     | Bild |
| --------------------- | --- | ------------- | ---- |
| Thiersheim (Standort) | Untertägige Bauteile der bestehenden St.-Ägidius-Kirche und Reste von mittelalterlichen Vorgängerbauten, untertägige Bauteile der spätmittelalterlichen Kirchhofbefestigung sowie vermutlich Körpergräber des Mittelalters und der Neuzeit. | D-4-5938-0035 |      |